# 女兵外传
《女兵外传》（英語：Ah Girls Go Army）是梁智强执导的2022年新加坡贺岁喜剧片。由陈芷尤、林茜茜、阳光可乐、容启航、林茜茜、黄湘淋、林丽香、Eswari Gunasagar、Farah Farook、黄诗敏、凯利·金伯利·锺、陈仪芬、吴郦虹、蔡贝儿 、雍可欣、詠渝、郑雅文、何丽娟等人主演。
本片是《新兵正传》电影系列的番外篇，以新加坡未来因人口减少导致严重不够男生加入国民服役，女生也必须入伍服兵役为背景，讲述第一批被征召的女兵，入伍当兵接受训练的搞笑故事。于2022年2月1日农历新年在新加坡、马来西亚、汶莱上映。
續集《女兵外传2》（英語：Ah Girls Go Army Again）於2022年6月16日於新加坡上映。

## 剧情简介
如果新加坡没有足够的男生当兵，女生也得当兵嗎？未来新加坡生育率低和人口减少，导致严重缺少国民服役兵力，所以女生也必须要服兵役，和男生一样完成3个月的新兵基本军事训练（BMT）。
电影跟随第一批女兵，其中14个来自不同背景的女生，她们必须学会克服挑战和接受训练。现在Ah Boys换Ah Girls，她们的军中生活又会怎样？

## 演员阵容
- 陈芷尤
- 林茜茜
- 阳光可乐
- 陳儀芬
- 林丽香
- Farah Farook
- Eswari Gunasagar
- 凯利·金伯利·锺（Kimberly Cheong）
- 蔡贝儿
- 雍可欣
- 容启航 饰演 周上士
- 詠渝
- 黃詩敏
- 鄭雅文
- 何麗娟
- 吳酈虹（Chloe Goh）

## 制作

### 开发
这部电影的开拍计划于2021年9月宣布。导演梁志强拍摄这部电影是因为他想探索需要征兵入伍以支持新加坡国防的场景。他说，新加坡人很幸运生活在一个相对安全和稳定的世界，但他想知道，因为每年的出生率下降，如果年轻人口下降到低于防御所需的水平将会发生什么。他补充说，这部电影希望探索女性是否可以像预期的那样加强防御，这反映了1967年征召的首批男性新兵。mm2 Asia的首席内容创作者吴世勇补充说，这部电影将基于标志性的电影《新兵正传》，将多样性和性别平等等主题纳入电影剧情里。
由於屬虛構幻想關係，本片沒有和新加坡國防部合作。

### 选角
线上试镜于2021年9月开始，吸引了数千个为电影提交的试镜视频，因此制作方将女性新兵角色的数量从最初的10个增加到14个。演员阵容于同年10月揭晓，其中包括陈芷尤、容启航饰演军官。
这次入选的14名女兵角色的包括女演员、网红和歌手，阵容有阳光可乐、林茜茜、黄湘淋、林丽香、Eswari Gunasagar、Farah Farook、女歌手黄诗敏、Kelly Kimberly Cheong、陈仪芬、Chloe、蔡贝儿 、雍可欣、詠渝、郑雅文、何丽娟。而《新兵正传》系列电影的演员林俊良、吴清樑等将会客串本片。

### 拍摄
本片和续集的主体拍摄于2021年11月12日开始，并在同日举行开机仪式，拍摄长达25天，所有场景皆在2021年11月完成。

## 发行
本片于2022年2月1日，农历新年第一天在新加坡、马来西亚和文莱的影院以贺岁片的形式上映。续集预计于2022年6月份上映。

### 电影原声带
电影同名主題曲於2022年1月24日正式发行，官方音乐录影带则于同日在Youtube释出。續集官方音乐录影带《Ah Girls Also Can》则于2022年6月11日在Youtube释出。